# مرد هیزم‌شکن
مرد هیزم‌شکن یا مرد چوب‌بر (به انگلیسی: Lumberjack Man) یک فیلم آمریکایی محصول سال ۲۰۱۵ در ژانر کمدی ترسناک و فیلم اسلشر است.

## داستان
گروهی از کارکنان و دوستان یک کلیسا، برای تفریح و جشن گرفتن به بیرون می‌روند که در این بین هیزم شکنی عصبانی و دیوانه، قصد …